# Platyzosteria melanosa
Platyzosteria melanosa är en kackerlacksart som beskrevs av Shaw 1925. Platyzosteria melanosa ingår i släktet Platyzosteria och familjen storkackerlackor. Inga underarter finns listade i Catalogue of Life.